# نان کرنون
نان کرنون از انواع نان محلی و سنتی است که در شهرستان شهربابک استان کرمان  پخت می‌شود و به عنوان غذا استفاده می‌شود. شهرستان‌ شهربابک ، محل طبخ و استفاده این نان می باشد .
مردم شهربابک این نان را اغلب همراه غذاهایی مثل آبگوشت ، آبگرمو ، کلجوش ، قورمه و ... میل می کنند. 
خوردن نان کرنون به همراه اسپار در این منطقه شهره عام و خاص هست .

## کرنو تنور پخت
تنوری که این نوع نان در آن پخته می‌شود به این نام معروف است. شکل داخلی آن به‌صورت نیمکره‌ای است که قطر آن از کف تا دهانه آن به‌تدریج کم می‌شود. قطر آن در کف ۱ تا ۱٫۵ متر و دهانه بین ۳۰ تا ۴۰ سانتیمتر است. عمق آن بین ۷۰ تا ۸۰ سانتیمتر است. در قسمتی از آن دِمِهٔ (از مصدر دمیدن گرفته‌شده‌است) تنور با قطری بین ۲۰ تا ۲۵ سانتیمتر قرار
دارد همان‌طوری که از اسم آن برمی‌آید کار آن ورود و دمیدن هوا به داخل تنور است تا هیزم داخل تنور بهتر و سریع‌تر سوخته شود و دیگر تخلیه خاکستر جمع شده ناشی از سوخت هیزم در آن است.

## تاریخ ثبت و شماره ثبت نان کرنون شهربابک
نان کرنون شهربابک در تاریخ ۱۳۹۱/۱۱/۱۴ با شماره ثبت ۹۵۰ در فهرست میراث ملی و معنوی ایران ثبت ملی شده است .

## انواع کرنو
تنور به دو گونه ساخته می‌شود یکی این‌که دهانه تنور با سطح زمین هم‌سطح است در این حالت زمین را به‌اندازه کافی حفر می‌کنند و «دمه‌ی» آن با شیبی ملایم به کف تنور وصل می‌شود، این نوع بیشتر در مزارع ییلاقی و احشوم گله‌داران درست می‌شود، نوع دوم کف تنور هم‌سطح زمین است و تنور ۷۰ تا ۸۰ سانتیمتر از سطح زمین ارتفاع دارد در این نوع برای ساخت تنور از خشت، آجر یا سنگ یا تنور پیش‌ساخته (معمولابا گل رس ساخته می‌شود) درست می‌شود و شکل بیرونی آن شبیه مکعب مربع است، این نوع در مکان‌های دائمی و ثابت (شهر، ده) درجایی به نام مطبخ وجود دارد. سطح بالایی این نوع تنور مسطح می‌شود تا جایی برای نشستن و گذاشتن ظرف حاوی چونه‌های (چانه) وجود داشته باشد.
بدنه تنور از جنس خشت و سنگ و در بدنه داخلی روی آن لایه‌ای از خاک رس کشیده می‌شود یا این‌که تنوری قبلاً با گل رس ساخته و سپس در محل مورد نظر نصب و اطراف آن خشت و گل و سنگ درست می‌کنند. دهانه فوقانی برای ریختن هیزم، پاره‌آجر یا سنگ و قرار دادن چونه‌های (چانه) خمیر استفاده می‌شود.

## روش تهیه خمیر
ابتدا کمی آب را داخل لگن می‌ریزند و سپس مایه‌خمیری- یک چونه از خمیر قبلی نگه‌داشته می‌شود- به آن می‌افزایند و بعد به‌اندازه  مورد نظر آرد را داخل محلول آماده‌شده می‌ریزند و با دست‌های مشت شده شروع به «مچ دادن» (مشت دادن) می‌کنند تا به‌اندازه کافی خمیر آماده شود، معمولاً ۴۵ تا ۶۰ دقیقه طول می‌کشد، سپس آن را در سفره خمیری – معمولاً از کرک(موی بز) یا پشم درست‌شده‌است-می‌پیچند و مدت نیم ساعت تا یک ساعت-بسته به دما هوای محیط- نگه می‌دارند تا خمیرترش شود، در آخر خمیر را چونه می‌کنند.

## آماده کردن کرنو برای پخت
همراه یا بعد از چونه کردن خمیر در داخل تنور هیزم می‌ریزند و آتش تنور را روشن می‌کنند تا گرم شود، دمای داخلی باید به حدی برسد که بدنه داخلی آن به رنگ سفیدی تمایل پیدا کند. دمهٔ کُوْرنو را با سنگ و خاک مسدود می‌کنند، سپس پاره‌های آجر را روی آتش صاف‌شده می‌ریزند، هدف این کار این است که آتش و خاکستر به خمیر نچسبد و باعث بی‌کیفیت شدن نان نشود، وقتی پاره‌های آجر یا سنگ‌ها داغ و سفیدرنگ شدند،چونه‌های خمیر را با کف دست آب می‌زنند و به ترتیب روی پاره‌های آجر در کف کُوْرنو می‌اندازند و کل کف و سنگ‌ها را می‌پوشانند و دهنهٔ (دهانه‌ی) کُوْرنو را با سنگی صاف یا تابه می‌پوشانند و سوراخ و فضاهای باز اطراف آن را با پارچهٔ مرطوب (به عبارتی لَتّه) می‌گیرند تا حرارت داخل کُوْرنو خارج نشود. برای این‌که حرارت «کُوْرنو» باعث سوزندان دست نشود از ابزاری به «آستینو» استفاده می‌شود، این وسیله شبیه یک آستین هست و هنگام استفاده دو طرف آن را می‌بندند. بعد از ۵۰ تا ۶۰ دقیقه نان مغزپخت می‌شود. نانی که به دست می‌آید قطری نزدیک به ۱۰ سانتیمتر دارد. در هر وهلهٔ پخت بین ۲۰ تا ۳۰ عدد نان به عمل می‌آید. هر نان کُوْرنو پس از پخته  شدن ۶۰۰ تا ۷۰۰ گرم وزن داشته و با توجه به اینکه آرد آن از گندم محلی تهیه‌شده و به کمک دست خمیر آن کاملاً آماده می‌شود و با توجه به اینکه تحت حرارت غیرمستقیم آتش و به‌صورت طبیعی پخته می‌شود، هیچ‌گونه ضایعاتی در برنداشته و در صورت ایجاد شرایط مطلوب، مدت‌زمانی بیش از سایر نان‌ها، قابل نگهداری و استفاده هست. گاهی چندین خانواده از یک کُوْرنو استفاده می‌کردند و محلی برای جمع شدن زنان دورهم و از هر دری سخن گفتن و از احوال یکدیگر خبردار شدن بود.

## وجه تسمیه
در باب وجه‌تسمیه اسم نان کُوْرنو برخی گفته‌اند از حالت نیمکره‌ای کُوْرنو (مکان پخت) گرفته‌شده‌است یعنی چون تنوره شکل کره‌ای دارد نان را هم «کُرهِ نان» گفته‌اند؛ اما به نظر می‌رسد این نظریه صحیح نیست، بلکه نام آن از نانی گرفته‌شده که در «کورهٔ نان پزی» پخته‌شده‌است، زیرا جایی که نان پخته‌می‌شود شبیه کوره‌ها کار می‌کند- هواکش (دمه) ورود هوا برای خوب سوختن هیزم و تخلیه آن است و برای پختن نان ابتدا داخل آن را با آتش گرم و سپس نان را در آن می‌گذارند و درپوش آن را می‌بندند تا هوا وارد آن نشود به عبارتی کارکردی شبیه به کوره‌های آجرپزی و آهک‌پزی قدیمی دارد- برای همین این وسیله را «کوره نان پزی» نامیده‌اند و بعدها به دلیل تحریف و ساده شدن و استفاده راحت به کُورْنون و سپس کُورْنو (کُرْنو) تحریف می‌شود و امروزه به همین نام معروف است، به نانی هم که در آن پخته می‌شود «کُوْرنون»، به معنای نانی که در کوره پخته‌شده، می‌گویند و ساده‌تر آن «کُورْنو» هست.
گاهی چند خانواده از یک کُورْنو چند خانواده به‌صورت اشتراکی استفاده می‌کنند درنتیجه در تولید نان از خمیر تا پخت به یکدیگر کمک می‌کنند، درعین‌حال محل کُورْنو مکانی برای خبرگیری از احوال یکدیگر و گپ و گفت روزمره زنانه می‌شود.

## خاستگاه
مکان زایش این این نان خوشمزه از دوران قدیم شهربابک می باشد . البته به علت پخت این نان در تمامی مناطق شهرستان شهربابک به نظر ، طرز تهیه این نان از شهربابک به سایر مناطق رفته است . آنچه مسلم است این نان غذای مردم در محدوده جغرافیایی شهربابک می باشد .«کُرنون»، نان محلي شهربابک. www.kerman-online.ir </ref> بوده‌است .